# جوديث إي. شتاين
جوديث إي. شتاين (بالإنجليزية: Judith E. Stein) هي صحفية أمريكية، ولدت في يونيو 1943.